# 和歌山県道108号隅田停車場線
和歌山県道108号隅田停車場線（わかやまけんどう108ごう すだていしゃじょうせん）は、和歌山県橋本市を通る一般県道である。

## 概要
隅田停車場（橋本市隅田町芋生）から橋本市隅田町垂井に至る。
全線にかけて道が狭い。

### 路線データ
- 起点：和歌山県橋本市隅田町芋生（JR西日本和歌山線 隅田駅前）
- 終点：和歌山県橋本市隅田町垂井（真土西交差点、国道24号）
- 実延長：459 ｍ

## 歴史
本路線は、道路法（昭和27年法律第180号）第7条の規定に基づき、一般県道として1959年（昭和34年）に和歌山県が第1次認定した路線のひとつである。

### 年表
- 1959年（昭和34年）5月14日 - 和歌山県が一般県道として隅田停車場線を認定[1]。

## 地理

### 通過する自治体
- 橋本市

### 交差する道路
| 交差する道路            | 交差する場所 | 交差する場所        |
| ----------------------- | ------------ | ------------------- |
| 国道24号 国道370号 重複 | 隅田町垂井   | 真土西交差点 / 終点 |

### 沿線
- JR西日本和歌山線 隅田駅